# Hippomane
Hippomane é um género botânico pertencente à família Euphorbiaceae.

## Espécies
Composto por doze espécies:
| - Hippomane aucuparia - Hippomane biglandulosa - Hippomane cerifera - Hippomane dioica - Hippomane fruticosa - Hippomane glandulosa | - Hippomane horrida - Hippomane ilicifolia - Hippomane mancanilla - Hippomane mancinella - Hippomane spinosa - Hippomane zeocca |

## Nome e referências
Hippomane Linnaeus